# Biên Hòa

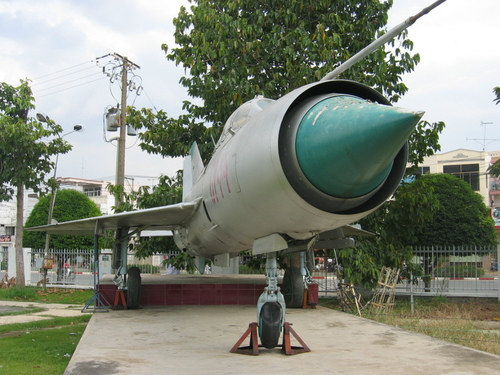
MiG-21 au musée de la ville.

Biên Hòa est une ville du Sud du Vietnam, capitale du district du même nom. C'est aussi la capitale de la province de Đồng Nai. Sa population comptait 701 194 habitants au recensement de 2009.
La pêche est encore aujourd’hui interdite dans les fleuves et lacs de la ville et de ses environs en raison de leur contamination par des produits chimiques cancérigènes massivement employés par l'armée américaine durant la Guerre du Vietnam.

## Géographie
La ville est située à 32 kilomètres à l'est d'Hô Chi Minh-Ville (anciennement Saïgon).

## Histoire
La petite ville de Biên Hòa donne son nom à une des trois provinces de Cochinchine, avec celle de Mytho et de Ga Dinh (Saïgon), avec l’archipel de Poulo Condor, cédées aux Français par l’empereur d’Annam Tự Đức en 1862, au traité de Saïgon.
Dès le début de la période coloniale les Français participent au développement de la ville.
- 1881 : création du tribunal de Biên Hòa.
- 1882 : mise en service du Bien Hoa, un paquebot sorti des chantiers du Havre qui assure la liaison Toulon-Extrême-Orient ; pendant la Première Guerre mondiale, il sert de ravitailleur pour la Marine et de navire-hôpital à partir de 1915.
- 1896 : une justice de paix à compétence étendue remplace le tribunal.
- 1903 : École d’art spécialisée dans le bronze et la céramique[2].
- création d’une maison de retraite pour les prêtres vietnamiens par Mgr Mossard[3].
- 1908 : création de la « Bien-Hoa Industrielle et Forestière »[4]. La société s’engage à créer une scierie et une installation de distillation des bois à Bien-Hoa et à construire vingt à trente kilomètres de voie ferrée entre la ligne devant relier le Donnaï, en amont, à Saigon.
- 1910 : la Compagnie française des tramways du Donnaï[4] assure la construction et l’exploitation du réseau ferré de la Biên Hòa.
- 1911 : École normale pour les religieuses vietnamiennes confiées aux Sœurs de Saint-Paul de Chartres, créée par Mgr Mossard.
- mai 1918 : création de l'asile public d'aliénés de Biên Hòa ; en 1929-1930, le docteur Sonn Mam en est le directeur.

L'Armée de l'air française y a installé une base aérienne qui fut très active durant la guerre d'Indochine avant de devenir pendant la guerre du Vietnam une base militaire américaine. Brièvement occupée par la force aérienne de la république du Vietnam (1973-1975), elle est aujourd’hui utilisée par la Force aérienne populaire vietnamienne (Không Quân Nhân Dân Việt Nam). Des dizaines de milliers de réfugiés du Nord (dont une grande partie de catholiques) se sont installés ici après la prise de pouvoir du Việt Minh en 1954, au nord du pays.
Le cimetière militaire de Biên Hòa, construit en 1966 pour abriter les sépultures des soldats du Sud Vietnam, a été vandalisé et en partie démoli depuis 1975, année de réunification du Sud Vietnam et du Nord Vietnam, ce qui a provoqué les protestations des Vietnamiens émigrés.

## Dans la culture populaire
Biên Hòa est mentionnée dans le film Les Tontons flingueurs :
— Raoul Volfoni : « Tu sais pas ce qu'il me rappelle ? C't'espèce de drôlerie qu'on buvait dans une petite taule de Biên Hòa, pas tellement loin de Saïgon. Les volets rouges… et la taulière, une blonde comac… Comment qu'elle s'appelait, nom de Dieu ? »
— Fernand Naudin : « Lulu la Nantaise ».
Dialogues de Michel Audiard.

## Jumelages
Gimhae (Corée du Sud)
 Paksé (Laos)

## Architecture
- Temple de Tran Bien